# Trận Kulm
Trận Kulm là một trận chiến gần thị trấn Kulm (Chlumec) và các làng Přestanov ở miền Bắc Bohemia. Đó là một trận chiến từ ngày 29 cho đến ngày 30 tháng 8 năm 1813, trong cuộc Chiến tranh của Liên minh thứ sáu. 32.000 quân Pháp dưới sự chỉ huy của Dominique Vandamme tấn công 4.000 quân Áo, Nga và Phổ do Barclay de Tolly thống lĩnh, và bị liên quân Nga - Phổ - Áo đập tan tác, cả hai bên đều phải hứng chịu tổn thất nặng nề.

## Bối cảnh lịch sử
Sau khi quân Pháp đánh tan tác liên quân Phổ - Nga trong trận Dresden, Vandamme truy kích liên quân đang rút lui. Hoàng đế Pháp là Napoléon Bonaparte phái cá Thống chế Gouvion Saint Cyr và Auguste Marmont đến họp binh với các quân đoàn Vandamme.